# Estoa persa (Esparta)
La Estoa persa (en griego antiguo: Περσική Στοά, romanizado: Persikē Stoa) fue una antigua estoa (pórtico con columnas) de la ciudad de Esparta, Grecia, posiblemente situada en el lado occidental del ágora de la ciudad.
Se construyó para conmemorar la victoria en las guerras médicas y se utilizó para albergar el botín de guerra. Pausanias dice que era el edificio más impresionante del ágora espartana. Posteriormente fue renovado y ampliado con frecuencia, y aún se encontraba en buen estado cuando Pausanias visitó la ciudad. Vitruvio también menciona el edificio.
Según Pausanias, las columnas de mármol blanco de la estoa eran esculturas humanas de persas vestidos con ropajes bárbaros. Representaban, entre otros, a Mardonio hijo de Gobrias y a Artemisia, reina de Halicarnaso e hija de Lígdamis I, que participaron en la campaña persa. Artemisia participó en la batalla de Salamina en el 480 a. C. y Mardonio en la batalla de Platea en el 479 a. C. Esto sugiere que la estoa se construyó hacia el 478 a. C. o más tarde. Dado que las columnas eran figuras humanas, Vitruvio las trató en el mismo contexto que las cariátides.

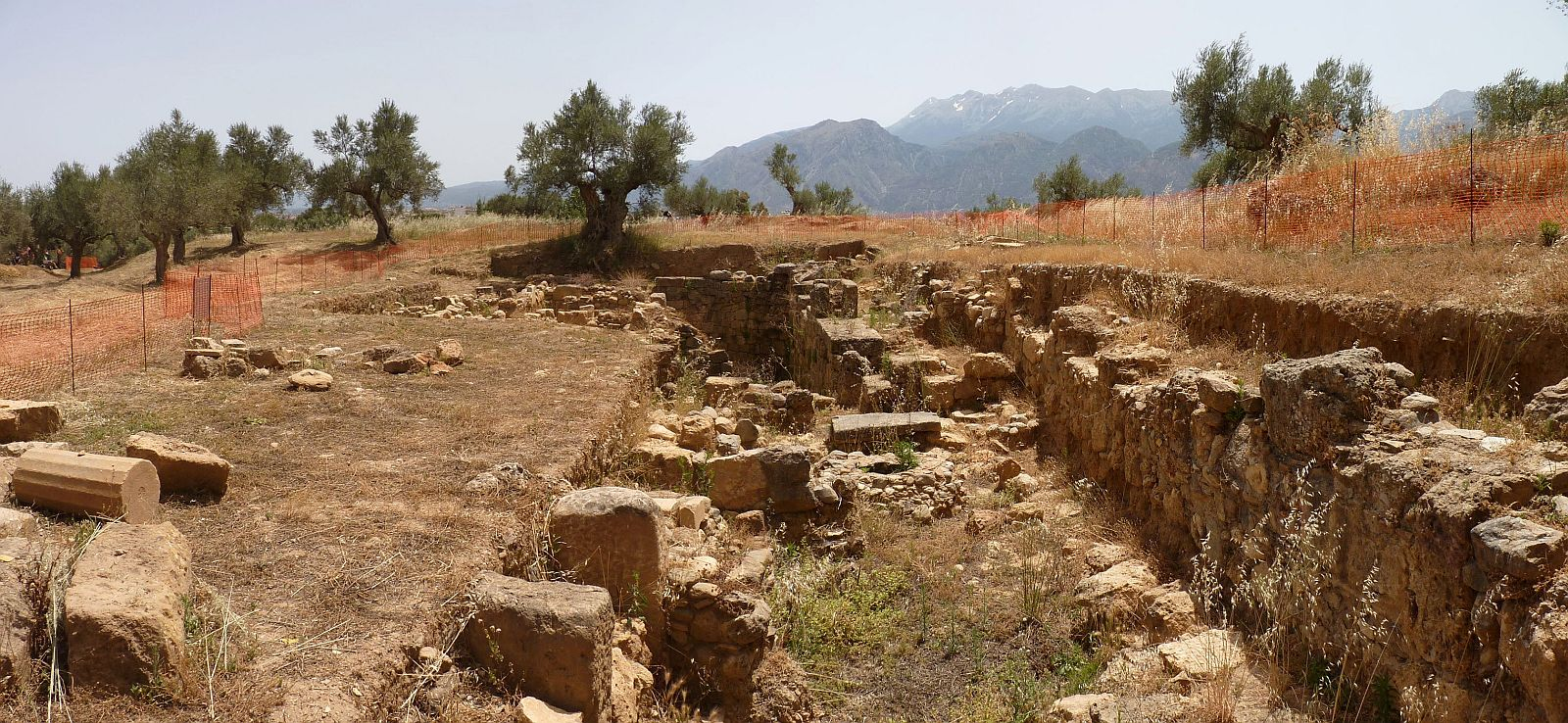
Ruinas de la estoa, vista desde el norte hacia el extremo sur.

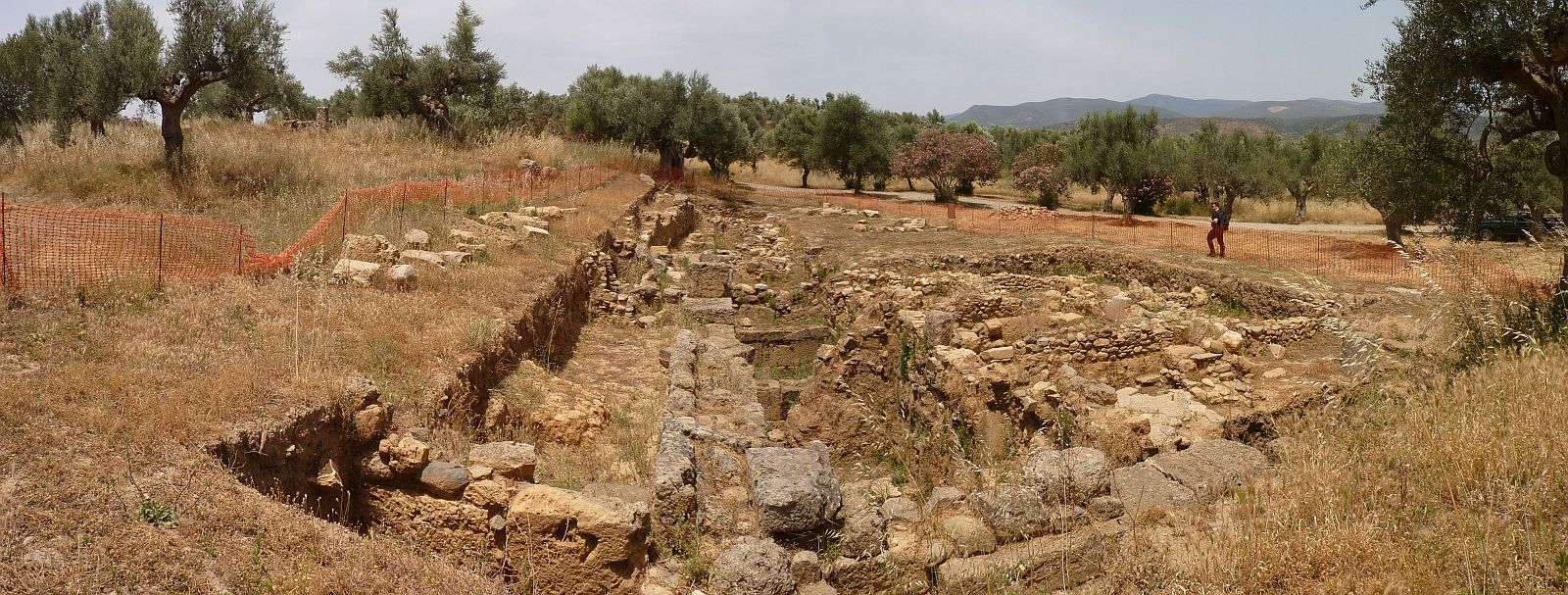
Ruinas de la estoa, vista desde el extremo sur hacia el norte.

En el yacimiento arqueológico del ágora espartana, situado inmediatamente al este de la acrópolis de la ciudad, se han encontrado las ruinas de un pórtico con columnas, que se ha propuesto como las ruinas de la estoa persa. El edificio está situado inmediatamente al norte del supuesto Escíade. El edificio se excavó entre 1964 y 1965. Sin embargo, solo se ha excavado el extremo sur. La parte excavada del muro occidental del edificio tiene unos 31 m de longitud y el muro meridional de unos 15 m. Hay huecos en las paredes que indican que el edificio tenía suelo de madera. Ambos muros están hechos de piedras poligonales. Como tal, la estoa guarda un gran parecido con la Estoa de los atenienses de Delfos, que también se construyó para albergar el botín de las guerras médicas. Esto se ha considerado la prueba más contundente de que se trata de una estoa persa. En el lugar se ha encontrado una estatua de bronce de la emperatriz romana Aquilia Severa.
En el pasado, la llamada estoa romana que se encuentra en el lado sur del ágora también se sugirió como la estoa persa, pero es mucho más reciente y no se realizó hasta el siglo I a. C.